# Volders (Oostenrijk)
Volders is een gemeente in het district Innsbruck Land van de Oostenrijkse deelstaat Tirol.
De gemeente Volders ligt in het Unterinntal, ten zuiden van de Inn. De gemeente bestaat uit de gelijknamige hoofdkern in het dal en de kernen Kleinvolderberg en Großvolderberg in het Voldertal. De kerk Karlskirche in Volders geldt als een van de mooiste rococobouwwerken in Tirol. De gemeente is een forensengemeente, aangezien veel inwoners werkzaam zijn in de regio rondom Innsbruck. Volders is bereikbaar via de Inntal Autobahn en via de Oostenrijkse Westerspoorlijn met het station Volders-Baumkirchen.

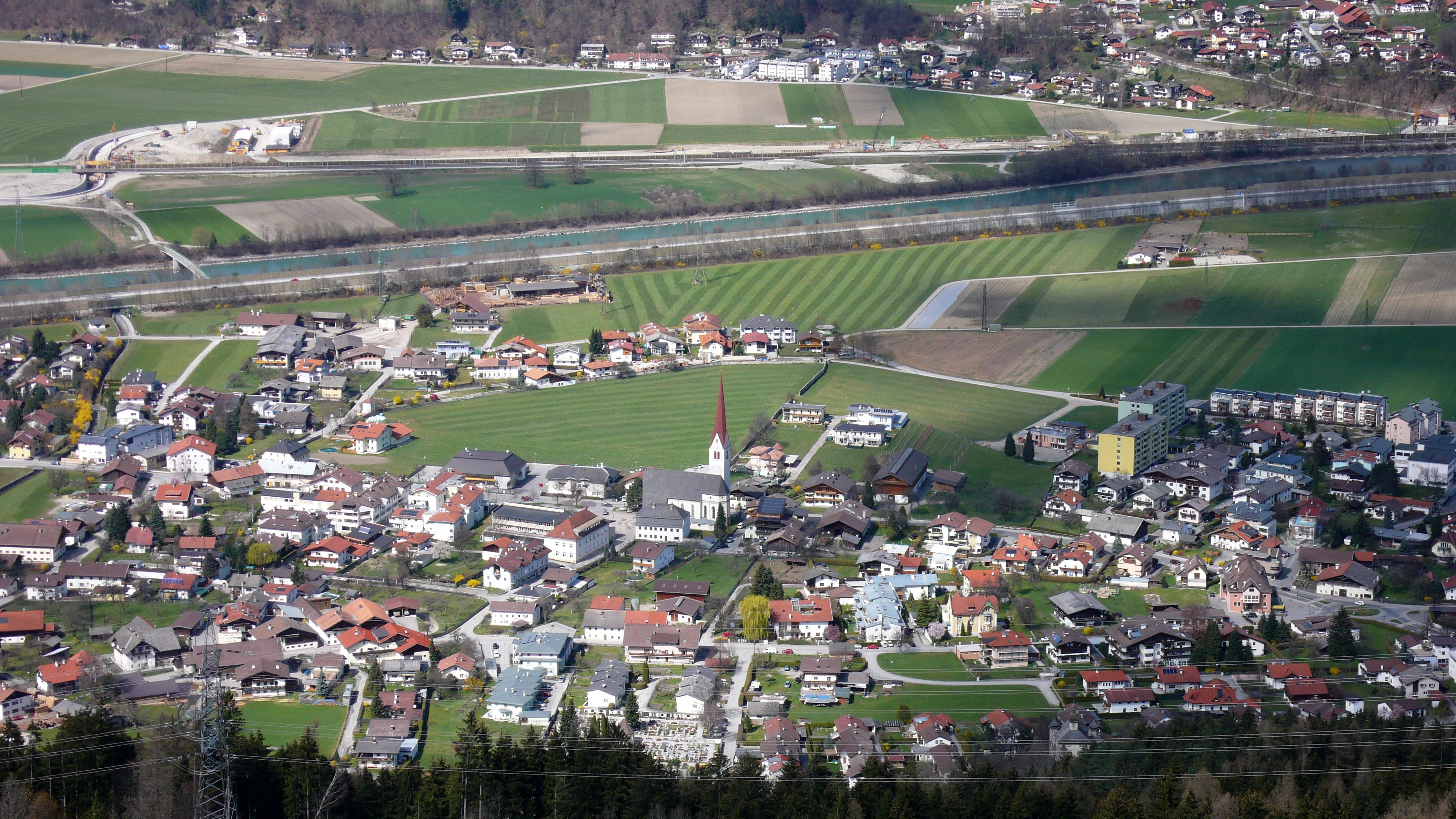
Blik op Volders

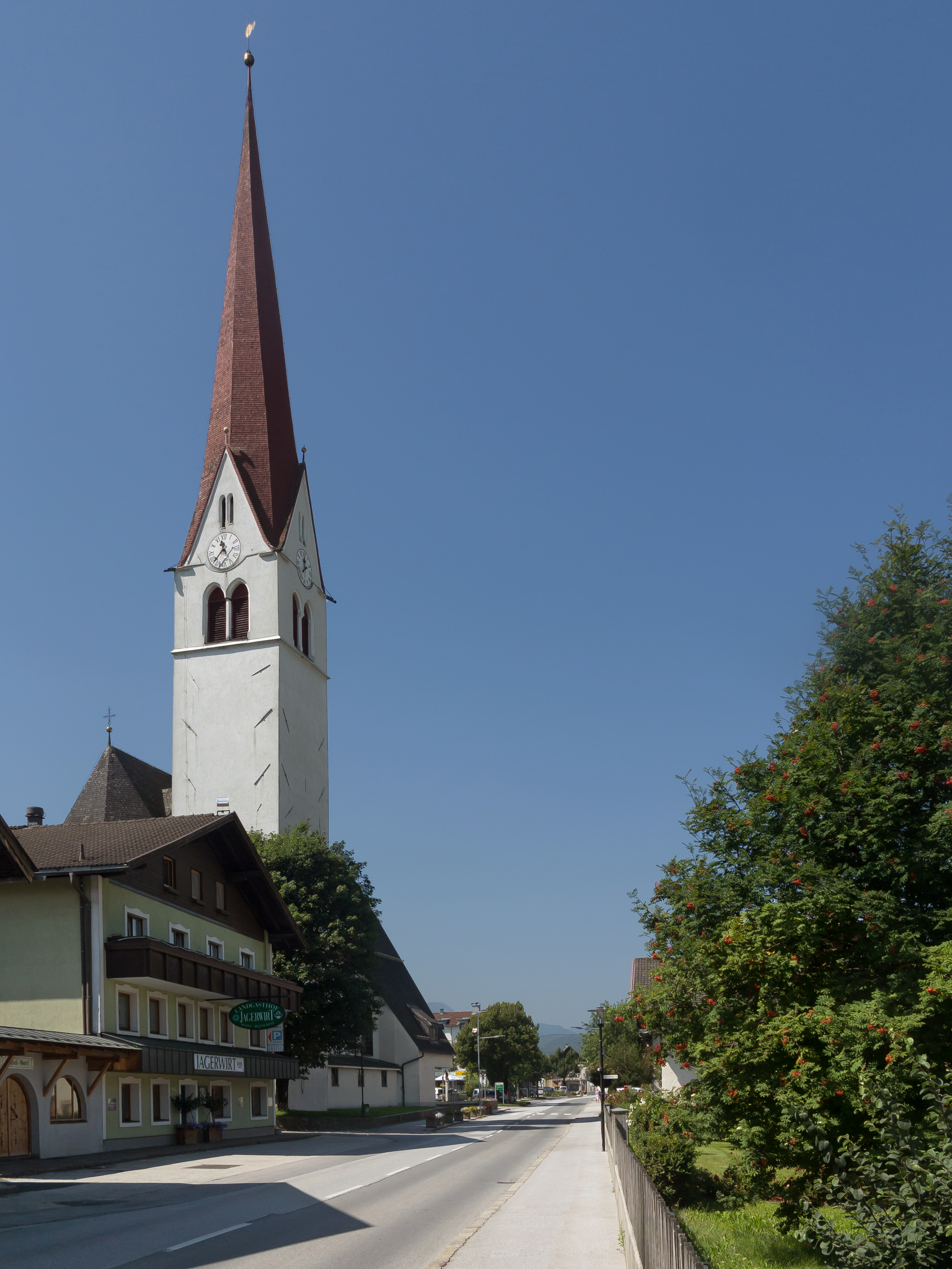
Kerk (Pfarrkirche Sankt Johannes der Täufer) in Volders

Absam · Aldrans · Ampass · Axams · Baumkirchen · Birgitz · Ellbögen · Flaurling · Fritzens · Fulpmes · Gnadenwald · Götzens · Gries am Brenner · Gries im Sellrain · Grinzens · Gschnitz · Hall in Tirol · Hatting · Inzing · Kematen in Tirol · Kolsass · Kolsassberg · Lans · Leutasch · Matrei am Brenner · Mieders · Mils · Mutters · Natters · Navis · Neustift im Stubaital · Oberhofen im Inntal · Obernberg am Brenner · Oberperfuss · Patsch · Pettnau · Pfaffenhofen · Polling in Tirol · Ranggen · Reith bei Seefeld · Rinn · Rum · St. Sigmund im Sellrain · Scharnitz · Schmirn · Schönberg im Stubaital · Seefeld in Tirol · Sellrain · Sistrans · Steinach am Brenner · Telfes im Stubai · Telfs · Thaur · Trins · Tulfes · Unterperfuss · Vals · Völs · Volders · Wattenberg · Wattens · Wildermieming · Zirl
- Gemeinsame Normdatei: 4108367-2
- Virtual International Authority File: 246126998